# Gigi Dolin
Priscilla Kelly (Douglasville, Georgia, 5 de junio de 1997) es una luchadora profesional estadounidense. Conocida por su paso en la empresa WWE, donde se presentaba en la marca NXT bajo el nombre Gigi Dolin. Entre sus logros, destacaban dos reinados como Campeona Femenina en Parejas de NXT junto a Jacy Jayne, su excompañera de Toxic Attraction.
Antes de firmar con WWE, Kelly trabajó para Major League Wrestling (MLW) y Shine Wrestling, en esta última fue campeona Shine Nova.

## Infancia y adolescencia
Priscilla Kelly nació en el seno de una familia de ascendencia gitana inglesa en Douglasville, Georgia, el 5 de junio de 1997. Dejó la escuela a los doce años edad. A los catorce años participó en la primera temporada del reality show My Big Fat American Gypsy Wedding, en el que fue el enfoque principal del episodio «14 and Looking for Mr. Right». Tiempo después declararía que el programa la había tergiversado. Su hermano menor, con autismo, fue quien la introdujo al mundo de la lucha libre profesional; además de decir que su motivación en la lucha libre es darle a su hermano una vida mejor.

## Carrera

### Circuito independiente (2015-2021)
Kelly hizo su debut profesional en la lucha libre en marzo de 2015 en un partido de equipo donde ella y Devyn Nicole perdieron contra Amanda Rodríguez y Amber O'Neal. En junio de 2015, Kelly fue derrotada por Kiera Hogan. En mayo de 2016, fue derrotada por Kimber Lee. En diciembre de 2016, ella derrotó a Tessa Blanchard. En agosto de 2017, ella derrotó a Leva Bates.
En septiembre de 2016, Kelly hizo su debut en Women Superstars Uncensored, donde ella y Nevaeh perdieron ante Samantha Heights y Brittany Blake. En Breaking Barriers 4, derrotó a Penelope Ford y Renee Michelle. En agosto de 2017, defendió su título de Shine Nova contra Jordynne Grace.
En abril de 2018, Kelly hizo su debut en DDT Pro-Wrestling donde ella, Toru Owashi y Kazuki Hirata fueron derrotadas por Saki Akai, Yukio Sakaguchi y Masahiro Takanashi.

### World Wrestling Network (2016-2019)

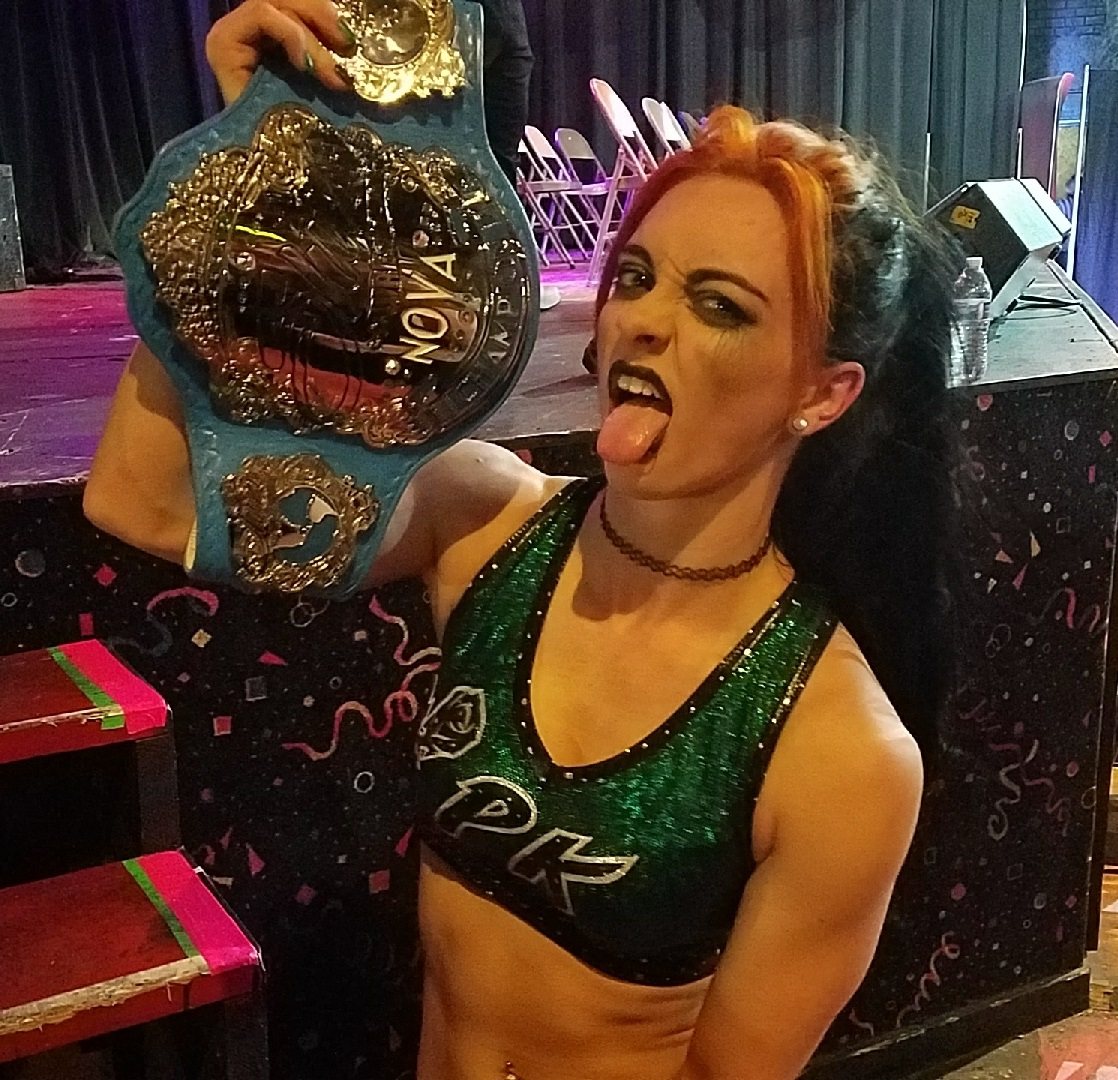
Kelly en enero de 2018.

En septiembre de 2016, Kelly hizo su debut en Shine Wrestling en Shine 37 derrotando a Dominique Fabiano. Más tarde esa noche, Kelly y Fabiano fueron derrotados por los entonces campeones del equipo Shine Tag , Jayme Jameson y Marti Belle.  En Shine 39, Kelly fue derrotada por Malia Hosaka. En julio de 2017, Kelly se convirtió en la campeona inaugural de Shine Nova después de ganar el torneo de campeonato de Shine Nova, donde derrotó a Veda Scott en la primera ronda, a Leah Vaughan en la segunda ronda, a Kiera Hogan en las semifinales ya Candy Cartwright en la final del torneo.
En Shine 46, ella derrotó a Santana Garrett reteniendo el campeonato de Nova. En Shine 49, Kelly perdió el título de Nova ante Candy Cartright. En Shine 51, ella derrotó a Holidead. En enero de 2017, Kelly hizo su debut en Full Impact Pro en una derrota ante Aria Blake. En Heatstroke 2017, Kelly defendió con éxito su campeonato de Shine Nova contra Stormie Lee.

### Tokyo Joshi Pro (2018)
Kelly hizo su debut para la promoción japonesa Tokyo Joshi Pro Wrestling en abril de 2018, perdiendo ante los Dragon Bombers (Maho Kurone y Rika Tatsumi ) en un Tag Team Match junto a Hyper Misao. Desde entonces, ha trabajado partidos en varias ocasiones en Japón, todas bajo representación de la promoción DDT Pro-Wrestling, su última lucha fue una derrota en el Tokyo Princess of Princess Championship Match contra Miyu Yamashita el 14 de octubre. El 10 de octubre de 2018, Ethan Page, MAO, Mike Bailey y Kelly derrotaron a Jun Kasai , Akito,Masahiro Takanashi y Saki Akai.

### All Elite Wrestling (2019, 2020)
El 31 de agosto de 2019, Kelly hizo una aparición especial en el evento de All Out de All Elite Wrestling en el pre-show en el Women's Casino Battle Royale por una oportunidad por el Campeonato Mundial Femenino de AEW donde fue eliminada y ganada por Nyla Rose.
El 22 de enero de 2020, Kelly hizo su aparición especial en la empresa All Elite Wrestling en el episodio de Dynamite, perdiendo ante Dr. Britt Baker D.M.D.

### WWE (2018-2025)

#### Mae Young Classic (2018)
El 30 de julio de 2018, se anunció que Kelly participaría en la segunda edición del torneo WWE Mae Young Classic. En el mismo, perdió en la primera ronda ante Deonna Purrazzo.

#### Toxic Attraction (2021-2023)
El 20 de enero de 2021, WWE NXT anunció que había firmado a Kelly, además de adelantar que su nuevo nombre sería Gigi Dolin. Dolin hizo su debut como una de las competidoras del torneo Women's Dusty Rhodes Tag Team Classic. Para participar, fue emparejada con Cora Jade, (quien también era una recién firmada por la empresa) y ambas se enfrentaron y perdieron ante The Way (Candice LeRae e Indi Hartwell) en la primera ronda llevada a cabo en el episodio del 22 de enero de 205 Live. En el episodio del 27 de julio de NXT, Dolin formó una alianza con Mandy Rose y Jacy Jayne, autodenominándose como Toxic Attraction. El 26 de octubre en Halloween Havoc, Dolin y Jayne derrotaron a Io Shirai y Zoey Stark, e Indi Hartwell y Persia Pirotta en una triple amenaza entre equipos con estipulación Scareway to Hell Ladder match para ganar los Campeonatos Femeninos en Parejas de NXT.
El 2 de abril de 2022, en el kickoff de NXT: Stand & Deliver, Dolin y Jayne perdieron los Campeonatos Femeninos en Parejas ante Dakota Kai y Raquel González luego de que estas dos últimas fueran ayudadas por una interferencia realizada por Wendy Choo, terminando su reinado con 158 días. Sin embargo, tres días después recuperaron sus títulos con ayuda de una interferencia realizada por su compañera de stable, Mandy Rose. El 5 de julio en NXT: The Great American Bash, Dolin y Jayne perdieron los Campeonatos Femeninos en Parejas ante Roxanne Perez y Cora Jade. Luego de que los títulos quedaran vacantes, Dolin y Jayne participaron en un combate de eliminación entre cuatro equipos que tuvo lugar en el episodio del 2 de agosto de NXT 2.0, en el que se enfrentaron a Ivy Nile y Tatum Paxley, Yulisa Leon y Valentina Feroz, y Katana Chance y Kayden Carter. Ambas lograron quedar entre los dos equipos finalistas de la contienda, pero fueron derrotadas por la dupla de Katana y Kayden. En el episodio del 19 de agosto de SmackDown, Dolin y Jayne fueron invitadas al roster principal como participantes de un torneo por los Campeonatos Femeninos en Parejas de WWE. Ganaron el primer combate, pero se vieron obligadas a abandonar la competencia debido a una lesión sufrida por Dolin. A pesar de esto, el 9 de septiembre regresaron a SmackDown en un esfuerzo fallido por derrotar a las nuevas Campeonas Femeninas en Parejas, Aliyah y Raquel Rodríguez.
El 10 de enero de 2023 en NXT: New Year's Evil, Dolin y Jayne fueron declaras ganadoras de una batalla real de 20 mujeres que definiría a la contendiente número a enfrentarse a Roxanne Perez por el Campeonato Femenino de NXT. La lucha entre las tres superestrellas se realizó el 4 de febrero, en el evento NXT Vengeance Day, donde Dolin y Jayne fueron derrotadas, y además comenzaron a mostrar conflictos como equipo al tener que enfrentarse la una contra la otra.

#### Cambió a técnica (2023-2025)
En el episodio del 7 de febrero de NXT, Dolin y Jayne fueron invitadas a un segmento de entrevista de Ding Dong, Hello! presentado por Bayley, donde ambas parecían haberse reconciliado tras la lucha titular que tuvieron. No obstante, Jayne la traicionó y la atacó con un superkick, la arrojó contra la puerta que se encontraba como accesorio del segmento, y le pisoteó la cara, marcando con esto el final y disolución de Toxic Attraction. Esto último las llevó a enfrentarse en un combate que tuvo el 7 de marzo en NXT Roadblock, donde Dolin, ahora como face (técnica), logró derrotar Jayne.
Como parte de una fuerte reestructuración en la empresa WWE, el 2 de mayo de 2025, fue liberada de su contrato, finalizando casi 7 años de haber trabajado en la empresa de lucha libre profesional.

### Regreso al circuito independiente (2025-presente)
Tras ser despedida por la WWE, Kelly volvió a usar su nombre real y volvió a actuar en el circuito independiente. Kelly hizo su primera aparición post-WWE para Wrestling Revolver en su evento Cage of Horror 4, donde se enfrentó a su prometido en la vida real, Zachary Wentz. Durante el combate, Kelly sufrió una lesión legítima en la pierna y el combate fue declarado nulo. Sin embargo, posteriormente se reveló que la lesión no fue grave.

## Vida personal
Priscilla es de ascendencia románica. Kelly estuvo casada con el luchador estadounidense Darby Allin. El 10 de agosto de 2020, Kelly anunció que la pareja se habían divorciado.
Desde mediados de septiembre o agosto de 2022, Kelly mantiene una relación con el luchador profesional Zachary Green. El 31 de octubre del 2023, anunciaron su compromiso matrimonial.

## Controversias

### Incidente de Suburban Fight
A fines de diciembre de 2018, Kelly luchó contra Tuna para la empresa independiente Suburban Fight en Los Ángeles. Durante su combate, con Tuna tendida en una silla plegable, Kelly sacó de sus mallas un tampón con sangre y se lo metió en la boca a Tuna. La grabación del combate recibió poca atención durante más de una semana hasta que Gail Kim comentó en Twitter con disgusto, después de lo cual la grabación se volvió viral . Muchos veteranos de la lucha libre como Jim Ross, Angelina Love, y Tessa Blanchard también comentaron con desagrado, mientras que Gregory Helms bromeó preguntando si era un "First Blood Match"..
Kelly defendió el ángulo, afirmando que estaba en un bar que requería ser mayor de 21 años para ser admitido y que fue simplemente por entretenimiento, confirmando que el uso del tampón estaba planeado en el combate y que en realidad no fue usado para la menstruación. Más tarde, comentó que las mujeres son sometidas a un doble estándar en comparación con los hombres, citando a Joey Ryan metiendo una paleta en la boca de numerosos luchadores después de sacársela, así como a Mick Foley usando a "Mr. Socko" durante la Attitude Era; Reby Sky se hizo eco de los mismos sentimientos.  Ryan, Tommy Dreamer, y Tazz salieron en defensa de Kelly, todos declarando que ella hizo su trabajo para ganar fama y funcionó. Road Dogg inicialmente criticó a Kelly por el ángulo hasta que Ryan le recordó ángulos similares durante la Attitude Era (notablemente el infame ángulo del "parto de una mano" de Mae Young ), después de lo cual se disculpó públicamente con Kelly.

## Personaje y estilo en el ring
El personaje de Priscilla Kelly en el ring se basó inicialmente en su pasado en "My Big Fat American Gypsy Wedding", donde usó el apodo de "Gypsy Princess" o "Gypsy Queen". Sin embargo, desde entonces su personalidad ha adoptado un tono más gótico y sexual. El personaje de Kelly en el ring ahora se basa más en un súcubo. Ella también utiliza el apodo de "Hell's Favorite Harlot" para promover su personalidad sexual. Kelly es conocida por usar tácticas como morder y lamer durante sus combates como una forma de jugar con las mentes de sus oponentes. Debido a su parecido en apariencia, Kelly ha sido comparada a menudo con la luchadora de la WWE, Paige. Además de ser luchadora profesional, también es valet. Destacó especialmente por ser valet de Austin Theory hasta Evolve 118.

## Campeonatos y logros
- F1RST Wrestling

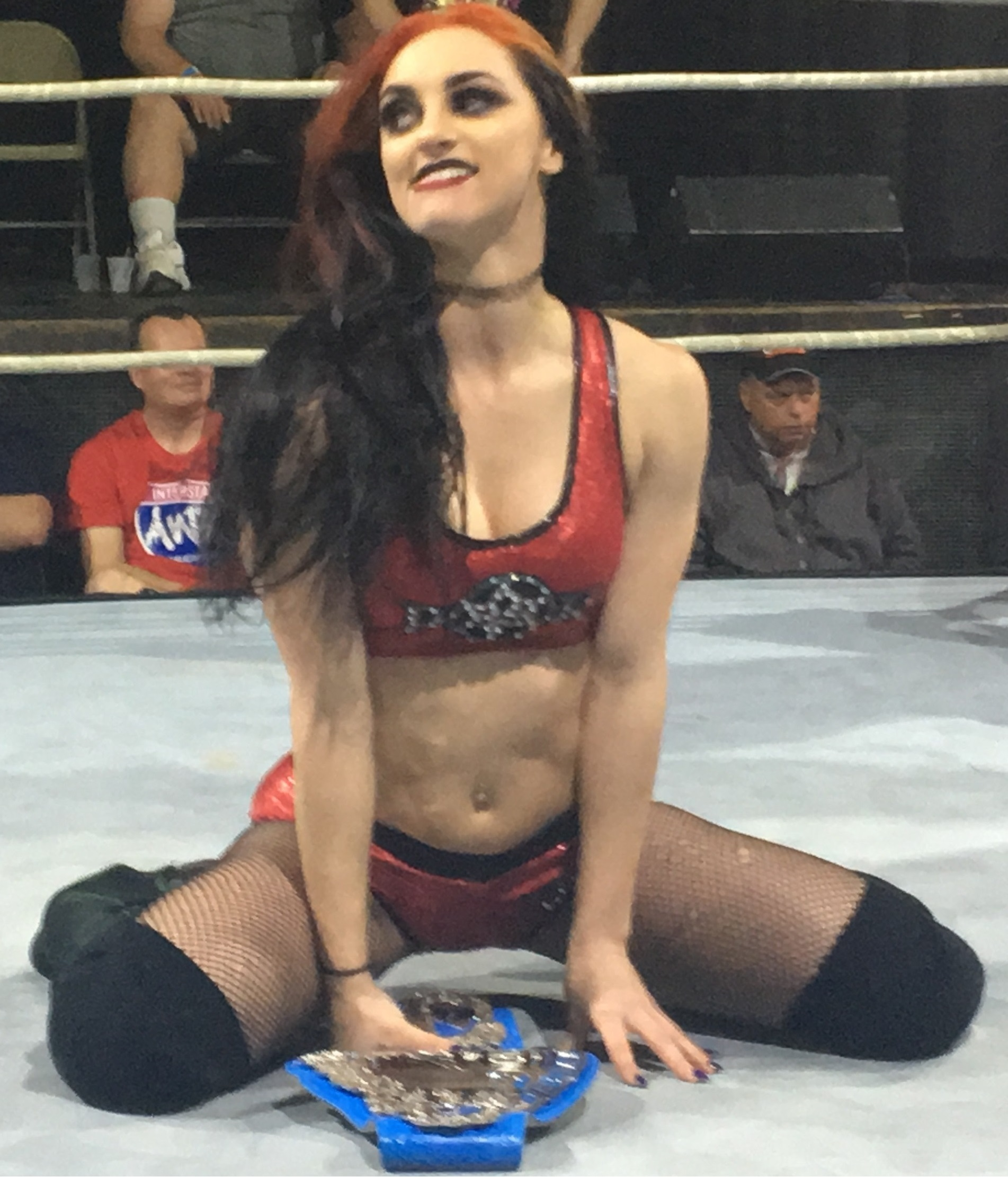
Kelly es una ex-campeona de Shine Nova

  - F1RST Wrestling Uptown VFW Championship (1 vez)

- Georgia Premier Wrestling
  - Together We Fight Tournament (1 vez) - con Chip Day

- Rouge Wrestling
  - Rouge Tag Team Championship (1 vez, actual) - con Vipress

- Shine Wrestling
  - Shine Nova Championship (1 vez)[40]

- WWE
  - NXT Women's Tag Team Championship (2 veces) - Jacy Jayne.

- Pro Wrestling Illustrated
  - Situada en el Nº38 en el PWI Female 100 en 2020.
  - Situada en el Nº48 en el PWI Women's 150 en 2022.[41]
  - Situada en el Nº104 en el PWI Women's 250 en 2023.[42]